# دائرة أصيلة
دائرة أصيلة هي إحدى دوائر عمالة طنجة أصيلة، التابعة لجهة طنجة تطوان الحسيمة، المملكة المغربية. تضم الدائرة 9 جماعات قروية، وبلغ عدد سكانها 79378 فرداً سنة 2004 حسب الإحصاء الرسمي للسكان والسكنى. يتبع للدائرة 22 مشيخة و162 دوار.

## التقسيمات الإداريّة
تعتبر دائرة أصيلة إحدى الدوائر المشكّلة لعمالة طنجة أصيلة، وهو التقسيم الإداري من المستوى الرابع المعتمد في المغرب. ينقسم عمالة طنجة أصيلة إلى 9 جماعات قروية تختلف من حيث السكان والمساحة، والتي بدورها تنقسم إلى مشيخات تضم عدداً من الدواوير.